# Barusuda
Barusuda is een bestuurslaag in het regentschap Garut van de provincie West-Java, Indonesië. Barusuda telt 8439 inwoners (volkstelling 2010).